# ماريوس سيندروسكي
ماريوس سيندروسكي (بالبولندية: Mariusz Cendrowski)‏ (مواليد 20 أكتوبر 1977) هو ملاكم بولندي، مثّل بلاده في الألعاب الأولمبية الصيفية 2000.

## روابط خارجية
ماريوس سيندروسكي على موقع بوكس ريك (الإنجليزية) (registration required)
- ماريوس سيندروسكي على موقع أوليمبيديا (الإنجليزية)
- ماريوس سيندروسكي على موقع اللجنة الأولمبية البولندية (مؤرشف) (البولندية)